# Intersection (film)
Pour les articles homonymes, voir Intersection.
Pour plus de détails, voir Fiche technique et Distribution.
Intersection est un film américain de Mark Rydell, sorti en 1994. Il est un remake du film français Les Choses de la vie de Claude Sautet datant de 1970.

## Synopsis
Vincent Eastman, un architecte renommé, roule sur une route de campagne. Tout à coup, c'est l'accident. Le temps se fige, et Vincent se remémore les événements qui ont marqué sa vie. Il se souvient de son mariage avec Sally qui, par son argent et ses relations, a contribué à sa réussite. Il se rappelle surtout la gêne croissante qu'il éprouvait au contact de cette femme trop belle, trop froide et trop lointaine. Un jour de particulière insatisfaction, Vincent a rencontré la belle et sensuelle Olivia, vite devenue sa maîtresse. Déboussolé, Vincent ne parvient pas à choisir entre ces deux femmes. Neal, son collaborateur, le presse de prendre une décision.

## Fiche technique
- Titre original : Intersection
- Réalisation : Mark Rydell
- Scénario : David Rayfiel et Marshall Brickman, d'après Les Choses de la vie de Paul Guimard et le film de Claude Sautet
- Chef opérateur : Vilmos Zsigmond
- Costumes : Ellen Mirojnick
- Montage : Mark Warner
- Musique : James Newton Howard
- Genre : Drame
- Distribution : Paramount Pictures
- Durée : 98 minutes
- Pays de production :  États-Unis
- Date de sortie : 1994
- Box-office USA : 20 928 892 $

## Distribution
- Richard Gere (VF : Richard Darbois) : Vincent Eastman
- Sharon Stone (VF : Françoise Cadol) : Sally Eastman
- Lolita Davidovich (VF : Marie Vincent) : Olivia Marshak
- Martin Landau (VF : Pierre Hatet) : Neal
- David Selby (VF : Michel Derain) : Richard Quarry
- Jennifer Morrison (créditée Jenny Morrison) (VF : Sarah Marot) : Meaghan Eastman
- Ron White : Charlie
- Matthew Walker : le chirurgien
- Scott Bellis : Van Driver
- Patricia Harras : l'épouse de Van Driver
- Keegan MacIntosh : le fils de Van Driver
- Alan C. Peterson : Semi-Driver
- Sandra P. Grant : la réceptionniste
- Robyn Stevan : Step Magazine
- David Hurtubise : Step Magazine

## Récompenses
Razzie Award de la pire actrice pour Sharon Stone

## Autour du film
Richard Gere tourne un film sur le même sujet en 2002, Infidèle.